# Ganaxolone
Ganaxolone (tên mã phát triển CCD-1042) là một loại thuốc thử nghiệm đang được Marinus Dược phẩm phát triển để sử dụng trong y tế như là một thuốc giải lo âu và chống co giật. Ganaxolone đã được chứng minh là bảo vệ chống lại các cơn động kinh trong mô hình động vật, và hoạt động một bộ điều biến allosteric tích cực của thụ thể GABA<sub id="mwFA">A.</sub> 
Ganaxolone đang được điều tra để sử dụng y tế tiềm năng trong điều trị động kinh. Nó được dung nạp tốt trong các thử nghiệm ở người, với các tác dụng phụ được báo cáo phổ biến nhất là buồn ngủ (buồn ngủ), chóng mặt và mệt mỏi. Các thử nghiệm ở người lớn bị co giật khởi phát khu trú và ở trẻ em bị co thắt ở trẻ sơ sinh gần đây đã được hoàn thành. Có những nghiên cứu đang diễn ra ở những bệnh nhân bị co giật khởi phát khu trú, động kinh ở trẻ em PCDH19 và các hành vi trong hội chứng Fragile X.

## Dược lý

### Cơ chế tác động
Cơ chế hoạt động chính xác của ganaxolone vẫn chưa được biết; tuy nhiên, kết quả từ các nghiên cứu trên động vật cho thấy nó hoạt động bằng cách ngăn chặn sự lan truyền động kinh và nâng cao ngưỡng động kinh.
Ganaxolone được cho là để điều chỉnh cả synaptic thụ thể GABA A và extrasynaptic để bình thường hóa quá phấn khích tế bào thần kinh. Việc kích hoạt thụ thể ngoại tiết của Ganaxolone là một cơ chế bổ sung cung cấp các hiệu ứng ổn định có khả năng phân biệt với các thuốc khác làm tăng tín hiệu GABA.
Ganaxolone liên kết với các vị trí allosteric của thụ thể GABAA  để điều chỉnh và mở kênh ion chloride, dẫn đến sự siêu phân cực của tế bào thần kinh. Điều này gây ra tác dụng ức chế dẫn truyền thần kinh, làm giảm khả năng xảy ra tiềm năng hành động thành công (khử cực).

## Các thử nghiệm lâm sàng
Các tác dụng phụ phổ biến nhất được báo cáo trong các thử nghiệm lâm sàng là buồn ngủ (chóng mặt), chóng mặt và mệt mỏi. Vào năm 2015, Viện MIND tại Đại học California, Davis, tuyên bố rằng họ đang tiến hành, phối hợp với Marinus Cosmetics, một thử nghiệm lâm sàng giai đoạn 2 ngẫu nhiên, kiểm soát giả dược, đánh giá hiệu quả của ganaxolone đối với các hành vi liên quan đến hội chứng Fragile X trẻ em và thanh thiếu niên.

## Hóa học
Ganaxolone là một steroid tổng hợp mang thai. Các chất kích thích thần kinh mang thai khác bao gồm alfadolone, alfaxolone, allopregnanolone (brexanolone), hydroxydione, minaxolone, merganolone (eltanolone) và renanolone, trong số những loại khác.